# Polia flavescens
Polia flavescens là một loài bướm đêm trong họ Noctuidae.